# United States Basketball League 1986
La stagione USBL 1986 fu la seconda  della United States Basketball League. Parteciparono 7 squadre in un unico girone. Non vennero disputati i play-off e al termine della regular season vennero dichiarati campioni i Tampa Bay Flash che arrivarono primi con un record di 22-8.
Rispetto alla stagione precedente, la lega perse i Long Island Knights, che fallirono, e i Rhode Island Gulls e i Connecticut Colonials, che sospesero le operazioni. I New Jersey Jammers si rinominarono Jersey Jammers. Si aggiunsero tre nuove franchigie: i Gold Coast Stingrays, gli Staten Island Stallions e i Tampa Bay Flash.

## Squadre partecipanti
- G. Coast Stingrays
- Jersey Jammers
- Springfield Fame
- S. Island Stallions
- Tampa Bay Flash
- Westch. G. Apples
- Wildwood Aces

## Classifica finale
| Squadra                   | V  | P  | %    | GB   |
| ------------------------- | -- | -- | ---- | ---- |
| Tampa Bay Flash C         | 22 | 8  | 73,3 | -    |
| Springfield Fame          | 23 | 10 | 69,7 | 0,5  |
| Wildwood Aces             | 21 | 10 | 67,7 | 1,5  |
| Staten Island Stallions   | 15 | 17 | 46,9 | 8    |
| Jersey Jammers            | 14 | 19 | 42,4 | 9,5  |
| Gold Coast Stingrays      | 7  | 25 | 21,9 | 16   |
| Westchester Golden Apples | 5  | 18 | 21,7 | 13,5 |

## Vincitore
| Campione USBL 1986          |
| --------------------------- |
| Tampa Bay Flash (1º titolo) |

## Statistiche
| Categoria             | Giocatore         | Squadra                   | Stat |
| --------------------- | ----------------- | ------------------------- | ---- |
| Punti per gara        | Don Collins       | Tampa Bay Flash           | 31,8 |
| Rimbalzi per gara     | Jim Bostic        | Westchester Golden Apples | 10,1 |
| Assist per gara       | Leroy Witherspoon | Tampa Bay Flash           | 15,1 |
| Palle rubate per gara | Michael Adams     | Springfield Fame          | 3,7  |
| Stoppate per gara     | Kevin Springman   | Staten Island Stallions   | 2,5  |
| FG%                   | Don Collins       | Tampa Bay Flash           | 57,5 |
| FT%                   | Othell Wilson     | Wildwood Aces             | 90,4 |

## Premi USBL
- USBL Player of the Year: Don Collins, Tampa Bay Flash
- USBL Coach of the Year: Henry Bibby, Springfield Fame
- USBL Rookie of the Year: Marty Embry, Jersey Jammers
- USBL Man of the Year: Jim Bostic, Westchester Golden Apples
- All-USBL First Team
  - Jim Lampley, Wildwood Aces
  - Don Collins, Tampa Bay Flash
  - Hot Rod Williams, Staten Island Stallions
  - Stewart Granger, Wildwood Aces
  - Billy Goodwin, Springfield Fame
- All-USBL Second Team
  - Jerome Henderson, Springfield Fame
  - Ronnie Valentine, Tampa Bay Flash
  - Greg Wendt, Gold Coast Stingrays
  - Michael Adams, Springfield Fame
- USBL All-Defensive Team
  - Jerome Henderson, Springfield Fame
  - Jim Lampley, Wildwood Aces
  - Hot Rod Williams, Staten Island Stallions
  - Michael Adams, Springfield Fame
  - James Carter, Staten Island Stallions
- USBL All-Rookie Team
  - Marty Embry, Jersey Jammers
  - Greg Wendt, Gold Coast Stingrays
  - Ben Davis, Staten Island Stallions
  - Chip Greenberg, Wildwood Aces
  - Dominic Pressley, Springfield Fame